# فرديناندو دي بيتريلو
فرديناندو دي بيتريلو (بالإيطالية: Ferdinando De Petrillo)‏ (مواليد 11 أغسطس 1904) هو ملاكم إيطالي، مثّل بلاده في الألعاب الأولمبية الصيفية 1924.

## روابط خارجية
فرديناندو دي بيتريلو على موقع أوليمبيديا (الإنجليزية)